# Apel (justiție)
Apelul este o cale ordinară de atac care se poate exercita împotriva unor hotărâri judecătorești pronunțate în primă instanță de către judecătorii sau de tribunale. Hotărârile pronunțate de instanțele de apel pot fi atacate cu recurs, care se judecă la o curte de apel, în cazul hotărârilor date de tribunale, sau de către Înalta Curte de Casație și Justiție, în cazul în care hotărârea atacată provine de la o curte de apel.

## Istorie
Curțile de apel și alte sisteme de corectare a erorilor au existat de mai multe milenii. În timpul primei dinastii a Babilonului, Hammurabi și guvernatorii săi au servit drept curțile superioare de apel ale țării. Legea romană antică folosea o ierarhie complexă a instanțelor de apel, unde unele apeluri ar fi fost audiate de împărat. În plus, instanțele de apel au existat în Japonia, cel puțin Shogunatul Kamakura (1185-1333). În acest timp, Shogunatul a stabilit hikitsuke, o instanță de apel înaltă care a ajutat statul să se pronunțe asupra proceselor. În secolul al XVIII-lea, William Blackstone a observat în comentariile sale despre legile Angliei că apelurile au existat ca o formă de corectare a erorilor în dreptul comun în timpul domniei lui Edward III din Anglia.
Deși unii cercetători susțin că "dreptul la recurs este el însuși un interes de libertate substanțială", noțiunea de drept de apel este o apariție relativ recentă în jurisdicțiile de drept comun. De fapt, comentatorii au observat că jurisdicțiile de drept comun au fost, în special, "încetinite să încorporeze un drept de apel în jurisprudența sa civilă sau penală". De exemplu, Statele Unite au creat mai întâi un sistem de instanțe federale de apel în 1789, însă dreptul federal de a face apel nu exista în Statele Unite până în 1889, când Congresul a adoptat Legea privind judecarea cauzei pentru a permite apeluri în cazurile de capital. Doi ani mai târziu, dreptul la apel a fost extins și la alte cauze penale, iar instanțele de apel ale Statelor Unite au fost înființate pentru a examina deciziile instanțelor districtuale. Unele state, cum ar fi Minnesota, încă nu recunosc în mod oficial dreptul la apeluri penale.

## Curțile de apel
La examinarea cauzelor în curțile apel, fie se menține sau se modifică decizia primei instanțe de judecată, fie se întoarce la rejudecare.  Unele instanțe își păstrează o funcție dublă, în care iau în considerare atât căile de atac, cât și cele invocate  de primă instanță. De exemplu, Curtea Supremă a Statelor Unite audiază în principal cauzele cu privire la recurs, dar păstrează  decizia inițială într-o serie limitată de cazuri.